# Leopardo de Rudraprayag

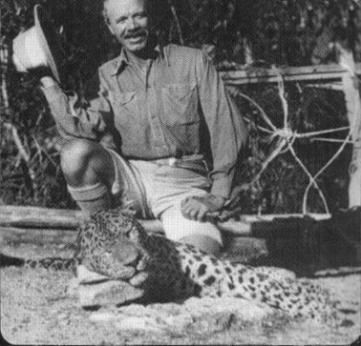
Jim Corbett con el leopardo de Rudraprayag tras ser este abatido

El leopardo de Rudraprayag fue un leopardo antropófago macho, conocido como el demonio de Garhwal, que mató a 125 personas y que finalmente fue abatido por el famoso cazador y naturalista Jim Corbett.
A lo largo de ocho años, del 9 de junio de 1918 al 14 de abril de 1926, sembró el terror entre la población en torno al pueblo de Rudraprayag, en la región de Garwhal (India). Aunque no fue el primer félido antropófago en la zona, ya que anteriormente se habían dado casos de tigres y leopardos que atacaban a los peregrinos que pasaban por el valle, se convirtió en el más conocido. Comenzó a alimentarse de personas tras una epidemia de gripe que asoló la región. Debido a la gran cantidad de muertes, la tradición hindú de cremación de cadáveres no pudo llevarse a cabo completamente, y como los leopardos suelen además alimentarse de carroña, bien pudo ser este el principio de su comportamiento antropófago. La gente del lugar no creía que fuera un simple animal, sino un ser maligno o un sadhu, y que solo el fuego podría destruirlo. Pese a los esfuerzos de las autoridades locales y del ejército británico, el leopardo logró sobrevivir a todos los intentos de cazarlo. El caso empezó a ser seguido por la prensa de diez países, e incluso llegó a dar lugar a un debate en el Parlamento Británico. Entonces se pidió a Jim Corbett que le diera caza, y tras una persecución de varios meses, el leopardo fue abatido.
Jim Corbett relató esta larga cacería en su libro, publicado en 1948, The man eating leopard of Rudraprayag. Actualmente, a unos 5 kilómetros de Rudraprayag, se encuentra un pequeño monumento con la inscripción 10 p.m., marcando el lugar y la hora en la que el leopardo fue abatido.